# Montabard
Montabard ([mɔ̃tabaʁ] ⓘ) ist eine französische Gemeinde mit 284 Einwohnern (Stand: 1. Januar 2022) im Département Orne in der Region Normandie (vor 2016 Basse-Normandie). Sie gehört zum Arrondissement Argentan und ist Mitglied im Gemeindeverband Terres d’Argentan Interco. Die Bewohner werden Montabardais und Montabardaises genannt.

## Geografie

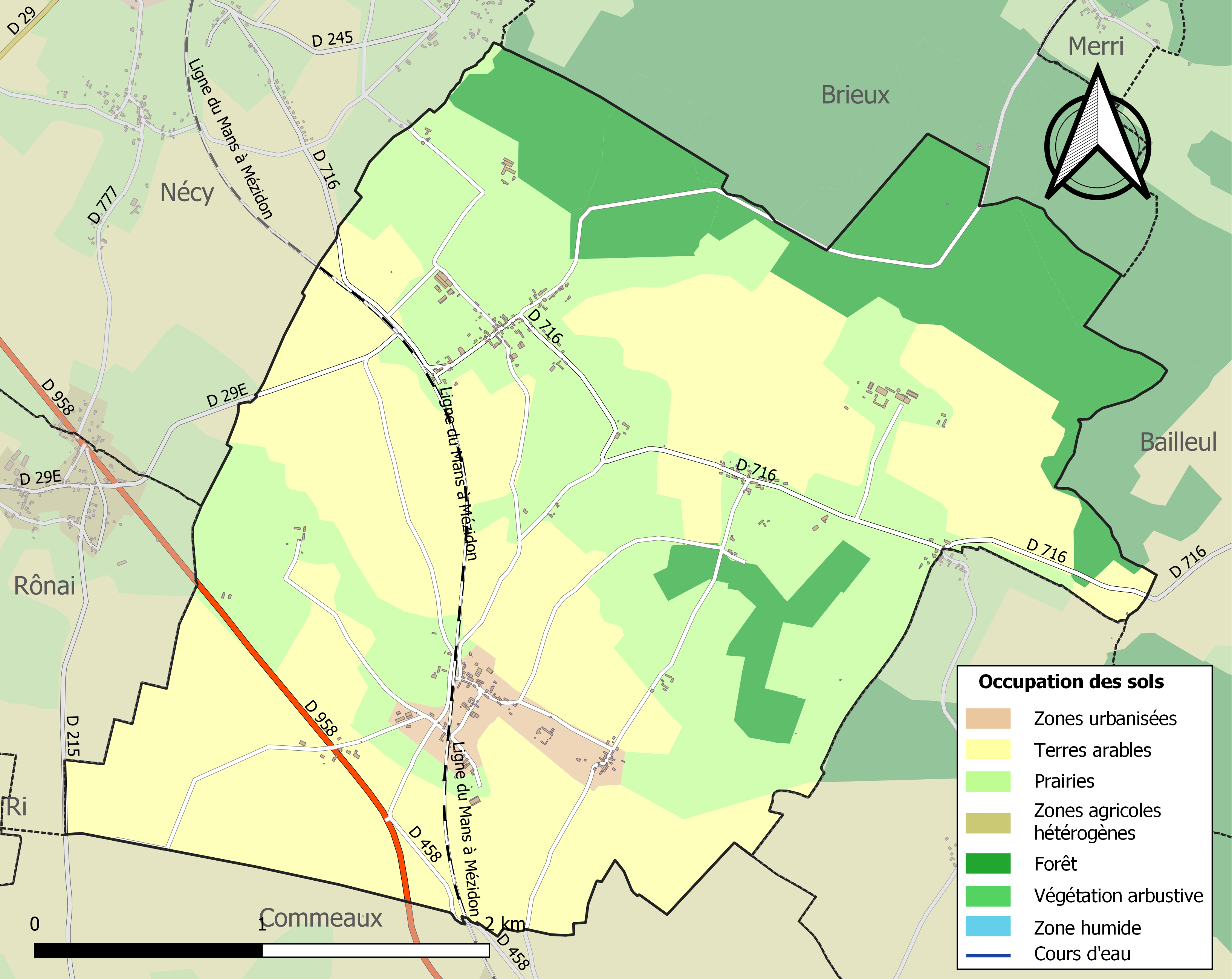
Bodennutzung und Infrastruktur der Gemeinde (2018)

Montabard liegt etwa 10 Kilometer nordwestlich von Argentan und etwa 45 Kilometer nordnordwestlich von Alençon. Das Bürgermeisteramt befindet sich im Weiler La Gare. Die Gemeinde wird vom hier entspringenden Flüsschen Douit und verschiedenen kleineren Bächen und Gräben entwässert. Das Zentrum im Weiler Montabard liegt leicht erhöht auf etwa 240 m. Das Relief des Gebiets weist eine Erhöhung von 253 m westlich dieses Zentrums auf und steigt im Süden über 210 m auf und fällt nach Norden, Westen und Süden auf bis 170 m ab.
Teile des Gebiets von Montabard gehören zum Natura 2000-Schutzgebiet „Haute vallée de l’Orne et affluents“ (FR2500099) und von einer ZNIEFF-Naturzone. Rund 82 % der Fläche der Gemeinde werden landwirtschaftlich genutzt, rund 16 % sind bewaldet, insbesondere durch den Bois de Feuillet im Norden, rund 2 % entfallen auf urbanisierte Flächen (Stand: 2018).
Umgeben wird Montabard von den Nachbargemeinden Brieux im Norden, Bailleul im Osten, Occagnes im Osten und Südosten, Commeaux im Süden, Rônai im Westen und Südwesten sowie Nécy im Westen und Nordwesten.

## Bevölkerungsentwicklung

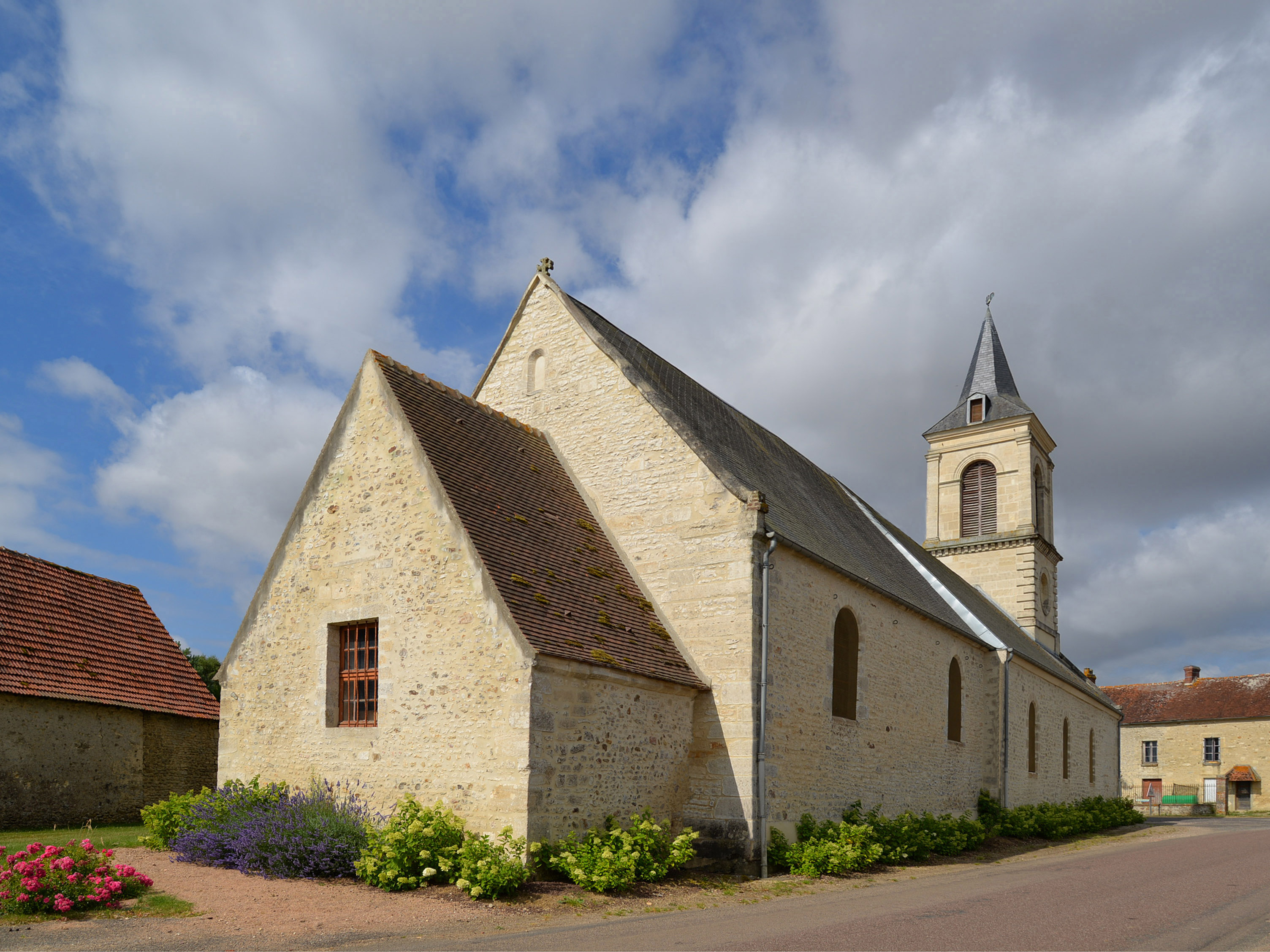
Kirche Saint-Martin

| Montabard: Einwohnerzahlen von 1793 bis 2020                                                                               | Montabard: Einwohnerzahlen von 1793 bis 2020 | Montabard: Einwohnerzahlen von 1793 bis 2020 | Montabard: Einwohnerzahlen von 1793 bis 2020 | Montabard: Einwohnerzahlen von 1793 bis 2020 |
| --- | -------------------------------------------- | -------------------------------------------- | -------------------------------------------- | -------------------------------------------- |
| Jahr |                                              |                                              |                                              | Einwohner                                    |
| 1793 | 1793                                         |                                              | 611                                          | 611                                          |
| 1800 | 1800                                         |                                              | 604                                          | 604                                          |
| 1806 | 1806                                         |                                              | 602                                          | 602                                          |
| 1821 | 1821                                         |                                              | 558                                          | 558                                          |
| 1836 | 1836                                         |                                              | 600                                          | 600                                          |
| 1841 | 1841                                         |                                              | 609                                          | 609                                          |
| 1846 | 1846                                         |                                              | 580                                          | 580                                          |
| 1851 | 1851                                         |                                              | 578                                          | 578                                          |
| 1856 | 1856                                         |                                              | 540                                          | 540                                          |
| 1861 | 1861                                         |                                              | 502                                          | 502                                          |
| 1866 | 1866                                         |                                              | 536                                          | 536                                          |
| 1872 | 1872                                         |                                              | 494                                          | 494                                          |
| 1876 | 1876                                         |                                              | 469                                          | 469                                          |
| 1881 | 1881                                         |                                              | 421                                          | 421                                          |
| 1886 | 1886                                         |                                              | 368                                          | 368                                          |
| 1891 | 1891                                         |                                              | 356                                          | 356                                          |
| 1896 | 1896                                         |                                              | 340                                          | 340                                          |
| 1901 | 1901                                         |                                              | 295                                          | 295                                          |
| 1906 | 1906                                         |                                              | 291                                          | 291                                          |
| 1911 | 1911                                         |                                              | 273                                          | 273                                          |
| 1921 | 1921                                         |                                              | 268                                          | 268                                          |
| 1926 | 1926                                         |                                              | 268                                          | 268                                          |
| 1931 | 1931                                         |                                              | 267                                          | 267                                          |
| 1936 | 1936                                         |                                              | 263                                          | 263                                          |
| 1946 | 1946                                         |                                              | 302                                          | 302                                          |
| 1954 | 1954                                         |                                              | 303                                          | 303                                          |
| 1962 | 1962                                         |                                              | 302                                          | 302                                          |
| 1968 | 1968                                         |                                              | 253                                          | 253                                          |
| 1975 | 1975                                         |                                              | 240                                          | 240                                          |
| 1982 | 1982                                         |                                              | 262                                          | 262                                          |
| 1990 | 1990                                         |                                              | 309                                          | 309                                          |
| 1999 | 1999                                         |                                              | 303                                          | 303                                          |
| 2006 | 2006                                         |                                              | 304                                          | 304                                          |
| 2013 | 2013                                         |                                              | 295                                          | 295                                          |
| 2020 | 2020                                         |                                              | 284                                          | 284                                          |
| Quelle(n): EHESS/Cassini bis 1999, INSEE ab 2006 Anmerkung(en): Ab 1962 offizielle Zahlen ohne Einwohner mit Zweitwohnsitz |                                              |                                              |                                              |                                              |

## Sehenswürdigkeiten
- Kirche Saint-Martin aus dem 19. Jahrhundert

## Verkehr
Die Departementsstraße D 958, die ehemalige Route nationale 158 von Caen nach Tours, durchquert das südwestliche Gemeindegebiet. Die nachgeordneten Departementsstraßen D 2716 und D 29E sowie lokale Landstraßen verbinden das Zentrum mit den Weilern der Gemeinde und weiteren Nachbargemeinden.
Die Bahnstrecke Le Mans–Mézidon durchquert Montabard von Nordwest nach Süd ohne Haltepunkt.